# Aleksander Afrodizijski
Aleksander iz Afrodiziade (starogrško Ἀλέξανδρος ὁ Ἀφροδισιεύς: Alexandros ho Aphrodisieús), eden najpomembnejših Aristotelovih komentatorjev. Živel je okoli leta 200, rojen v Afrodiziji v Kariji, današnji jugozahodni Anatoliji.  Čeprav je pisal tudi lastna dela, ni hotel biti uvrščen med filozofe svojega časa. Njegovi komentarji so bili za naslednike tako uporabni, da je dobil naziv Komentator. 
Tako kot Aristotel je bil po izobrazbi vsestranski učenjak. Ukvarjal se je z metafiziko, gnoseologijo, kozmologijo, logiko, etiko, politično filozofijo, biologijo, zoologijo, literarno kritiko, matematiko. Aleksander pisal o veliko različnih področjih in tako pridobil širok spekter lastnega znanja.

## Življenje
Aleksander Afrodizijski je sledil Aristotelovi peripatetični filozofiji in obširno komentiral njegova dela. Živel ter poučeval je v Atenah v začetku tretjega stoletja, tam je vodil peripatetsko šolo, kjer so se ukvarjali s Platonovimi in Aristotelovimi nauki ter nazori. 
Malo je znano o njegovem zasebnem življenju, življenjskih okoliščinah, karieri in ostalih privatnih dejavnostih. Vir vseh informacij o njem so njegovi komentarji in kratke teze. Edina neposredna informacija, kdaj je živel in ustvarjal, je v posvetilu njegove knjige De Fato, O usodi, s posvetilom cesarjema Septimiju Severju in Karakali, ki ga je napisal v času njunega vladanja in sicer med leti od 198 do 209. 
O njegovem izobraževanju je prav tako znano bore malo. Predvidevajo, da so bili njegovi učitelji stoiki oziroma peripatetiki Aspazij, Sosigen, Herminij ali Aristotel Mitelenski, o katerih pa so se zgolj nejasne fragmentarne omembe. Tako je težko je ugotoviti, koliko njegovih del je povzetih prav po njih, toda iz njegove zapuščine je razvidno, da je bil odličen filozof z veliko znanja in številnimi interesi.
Glede na količino in obseg njegovih pisanj, je bil aktiven učitelj z uspešno peripatetsko šolo. Tako je možno, da so nekateri od njegovih kratkih esejev, ki smo jih pripisali njemu, v bistvu dela njegovih privržencev ali učencev, o katerih žal ni znano prav nič. 
Tradiciji pisanja komentarjev Aristotela se je začela v začetku drugega stoletja pred našim štetjem s ponovnim "odkritjem" njegovih del in je odsevala oživetje zanimanja za Aristotelovo filozofijo. Aleksander je bil striktno Aristotelski komentator, katerega namen je bil, da predstavi in brani Aristotelovo filozofijo kot razumno celoto, a hkrati poda lastno interpretacijo Aristotelovih trditev. Ukvarjal se je z obsežnimi deli s področja filozofije, logike, fizike, psihologije, metafizike in ostalimi etničnimi temami. Njegovi komentarji naj bi Aristotelove filozofske poglede oblikovali v pregledna in razumljiva načela.

## Delo

### Komentiranje Aristotela
Aleksander se z Aristotelovimi trditvami strinjal, a jih po svojih mišljenjih tudi močno in obsežno dopolnil, razširil. Nekateri menijo, da je v določenih pogledih celo presegel samega Aristotela, zato so ga imenovali tudi »drugi Aristotel«. Zahvaljujoč Aleksandru je aristotelizem preživel, saj brez njegovih dopolnil najbrž ne bi. Aleksander z vsem kar zanika nikakor povsem ne obrne Aristotelovih prvotnih trditev. Tako ni hotel zanikati obstoja uma kot samega, temveč je le hotel prikazati neločljivost le-tega od oblik, ki obstajajo same zase.

#### Smernice
Aleksandrove smernice lahko razdelimo na tri glavne in sicer:
1. Aristotel je trdil da so individualne substance (partikularije) prve subjektivno, univerzalne (univerzalije) pa objektivno. Prav nasprotno je Aleksander trdil, da so v vseh pogledih individualne substance pred univerzalnimi, saj če ne bi bilo posameznika, potem tudi drugo ne bi obstajalo.
2. Aristotel je trdil, da umske oblike, katere izoblikujejo čutne, ne obstajajo ločeno oz. posamezno, razen po delovanju misli in v sami misli, čeprav ni dvoma, da je oblikam pripisal ontološko težo. Aleksander pa pravi, da je bistvo umljivih stvari samo to, da mislimo nanje, in prenehajo obstajati, ko prenehamo misliti nanje.
3. Aleksander je menil, nasprotno od Aristotela, da duša ne obstaja ločeno od telesa. Ko telo umre, z njim propade in umre tudi duša.

#### Um
Aristotel je poistovetil um z dušo (ψυχή, psyché), Aleksander pa je menil, da je razlika v samem razmišljanju in osebnosti, od zmožnosti zaznavanja in spoznanja čutnih in umskih stvari (ne procesiranja le-teh).
Tako je Aleksander razlikoval tri vrste umov:
1. Fizični ali snovni um; zmožnost spoznanja umskih in čutnih stvari;
2. Pridobljeni ali in habitu um; pridobljena sposobnost popolnega mišljenja, ločevanje oblike od snovi;
3. Delujoči ali izdelovalni um; vzrok omogočanja snovnemu umu, da postane um in habitu, je najvišja umljiva bitnost in s tem najvišji um.

Za boljšo razlago deljenja umov, lahko na primer vzamemo primer luči, ki je vidna, a je hkrati vzrok, da vidimo tudi druge osvetljene stvari. Tako kot obstaja nekaj, kar ima lastnost v najvišji meri, lahko merimo nekaj, kar ima te lastnosti v manjši stopnji. Slednje telo s primerjavo in procesom dobiva svoje lastnosti od prvega. Izdelovalni um v tem primeru, ko zaznamo, vidimo luč, preoblikuje snovni um v um in habitu, snovni um postane udejanjeni um, tako dobimo sposobnost mišljenja.
Tretji, izdelovalni um je Aleksander pogosto poistovetil kar z bogom samim, pravi mu 'Um, ki prihaja od zunaj'. V bistvu je zunanji um, Um, ki prihaja od božjega. O tem Umu lahko razmišljamo in mu tako dajemo nek obstoj – obstaja v mislih, a prihaja od zunaj.

#### Aleksandrova interpretacija metafizike
Aleksander je zanikal, da bi bila aktivna inteligenca (νοῦς ποιητικός, nous poietikos) funkcija ali del naše duše. Zato so tradicionalni interpreti trdili, da je Aleksander združil mistično edinost našega uma z božjim Umom. Tako so njegovo noetiko in metafiziko razglasili za naturalistično. Najnovejše študije dokazujejo, da je ta oznaka neutemeljena in Aleksandrova trditev, da lahko naš um deluje samo po stiku z božjim Umom dokazuje ravno nasprotno.
Človeški um sicer lahko zaznava čutne stvari, vendar jih brez božjega Uma ne more pretvoriti v um in habitu, torej človeški um ni zmožen razmišljanja brez pomoči boga. Stik z božjim umom je neposreden, medtem ko je spoznanje snovnih oblik posredno. Aleksander govori celo o prilagajanju našega uma božjemu, tako posledično naš um postaja enak božjemu.

#### Nesmrtnost uma
Aleksander je o duši govoril kot o obliki, ki je povezana s snovjo, sama pa ne more obstajati, zato ne moremo preživeti smrti telesa. Vendar hkrati, kot v svojih delih poudarja smrtnost duše, govori tudi o nesmrtnosti uma, ki prihaja od zunaj. Torej zagovarja pojmovanje, ki nima vzporednice ne v prejšnji, ne v poznejši grški misli. Ko se naš um prilagodi oz. prelevi v božji um, v določenem smislu postane nesmrten. Snovni um pa propade, ko propade duša, katere funkcija je, saj skupaj z njim razpade tudi njegova naravnanost, sposobnost in popolnost. 
Zunanji um je pomešan med zunanje stvari, vendar zunanje stvari postanejo um le takrat, ko so mišljene, zunanji um pa pride do nas že v obliki uma in je neuničljiv. Iz tega sledi da je neuničljivo tudi tisto, kar sprejemamo v nas same od božjega uma s tem, ko ga mislimo.

### Njegova dela
Aleksandrova pisanja združujejo komentarje Aristotelovih del in kar nekaj lastnih razprav na primer deli O duši in O usodi (De fato). Veliko njegovih del je izgubljenih, danes so ohranjeni sledeči komentarji: 
- Analytica Priora (lat.); Analitici primi I (it.); Prva analitika (slov.)
- Analitici primi II (lat.); Frammenti (it.)
- Topica (lat.); Topike (slov.)
- Meteorologica (lat.); Meteorologija (slov.)
- De sensu et sensibilibus (lat.); On Sense and Sensibles (ang.)
- Metaphysica (lat.); Metafizika (slov.)
- De Fato (lat.); ἀνάγκη (gr.); On Fate(ang.)
- De anima liber cum Mantissa (lat.); On the Soul (ang.); O duši (slov.)

Veliko fragmentov drugih komentarjev se je ohranilo preko omemb pri drugih avtorjih, vendar so preveč okrnjeni in niso ohranjeni kot celota.

### Vpliv
Njegovi komentarji so oblikovali ključni del arabske tradicije in tako vplivali na latinski zahod po oživitvi aristotelizma v srednjem veku. Malo latinskih prevodov Aleksandrovih komentarjev kaže določeno prednost in priljubljenost interpretacij kasnejših neoplatonističnih komentatorjev.
Aleksandrov komentatorski vpliv se kaže v antiki, v srednjem veku pa je zaslovel zaradi svojih avtorskih del. V slednjih je pisal o tem, kako človeški miselni proces, ki ga kliče 'smrtni intelekt' lahko deluje s pomočjo 'aktivnega intelekta', ta pa je del vsakega človeka. V 13. stoletju se je namreč veliko razpravljalo o razhajanjih Umov. Nekateri se niso strinjali z interpretacijo Aristotelovih del o osebni nesmrtnosti, nekateri t. i. aleksandristi pa so sprejemali Aleksandrovo interpretacijo, da človekov intelekt, um, ne more preživeti smrti fizičnega telesa.

## Opomba
Slovenski prevod njegovega dela De Fate, kljub iskanju po mnogih virih, ni bil najden.